# 瑪麗·戴莉
玛丽·戴莉（英語：Mary Daly，1928年10月16日—2010年1月3日）是美国的神学家、哲学家和激进女权主义者。

## 生平
成長時是一個愛爾蘭天主教徒，到天主教的聖羅斯學院接受教育，1950年從這間學院畢業。她擁有三個博士學位，一個是聖瑪麗學院的神學學位，另外兩個是瑞士弗里堡大学的神學與哲學學位。由1966至退休，她任教於波士頓大學。而在她早期的著作，她就表達了強烈改革基督宗教內部的願望。她之後得出與其他女性主義者相近的看法，基督宗教是不可以作出它必需要的改變。（戴莉序言）在1971年11月14日，她被邀請到哈佛紀念聖堂作第一次的女性宣道。她利用這個機會去抨擊基督宗教對女性來說已是無可救藥的了，並呼籲女性（及男性）要逃出教會的埃及。大部份參與崇拜的女信徒和幾位男信徒都跟她走出去。
她的著作包括：《教會與第二性》(1968)、《在父神之外》(1973)、《婦女生態學：激進派婦女主義的轉化倫理》(1978)、《纯粹的欲望：女性主義哲學原理》(1984)、Webster’s First Intergalactic Wickedary of the English Language (1987)和Outercourse: The Be-Dazzling Voyag(1992)。根據福特的現代神學家──二十世紀基督教神學導論：「瑪麗戴莉比其他人更盡力去清婦女關注基督宗教的核心問題，及基督宗教對婦女自我認知和與神關係的影響。」

## 排跨
在《婦女生態學：激進派婦女主義的轉化倫理》中，戴莉闡述對跨性別的觀點，寫道：「今天科學怪人現象無所不在。...變性主義是男性外科手術的一個例子，它以替代品侵入女性世界。」「珍妮絲·雷蒙所指出的男性問題就是跨性別，是將男性改變為女性的嘗試，而實際上男性不能承擔女性染色體和生活史/經歷。」「變性王國的外科和激素治療......可以說是生產女性化的人，而不能生產女性」。戴莉曾是珍妮絲‧雷蒙的論文顧問，雷蒙於1979年發表她的論文《變性帝國》。
朱莉·库巴拉認為《妇女生态学》 的“本质主义性别概念是显式恐跨和隐式种族主义的”。